# Figuier sycomore
Ficus sycomorus
Espèce
Classification phylogénétique
Répartition géographique
Le figuier sycomore ou sycamore (Ficus sycomorus) est une espèce de plantes à fleurs de la famille des moracées. C'est un arbre trouvé en Afrique. 

## Habitat

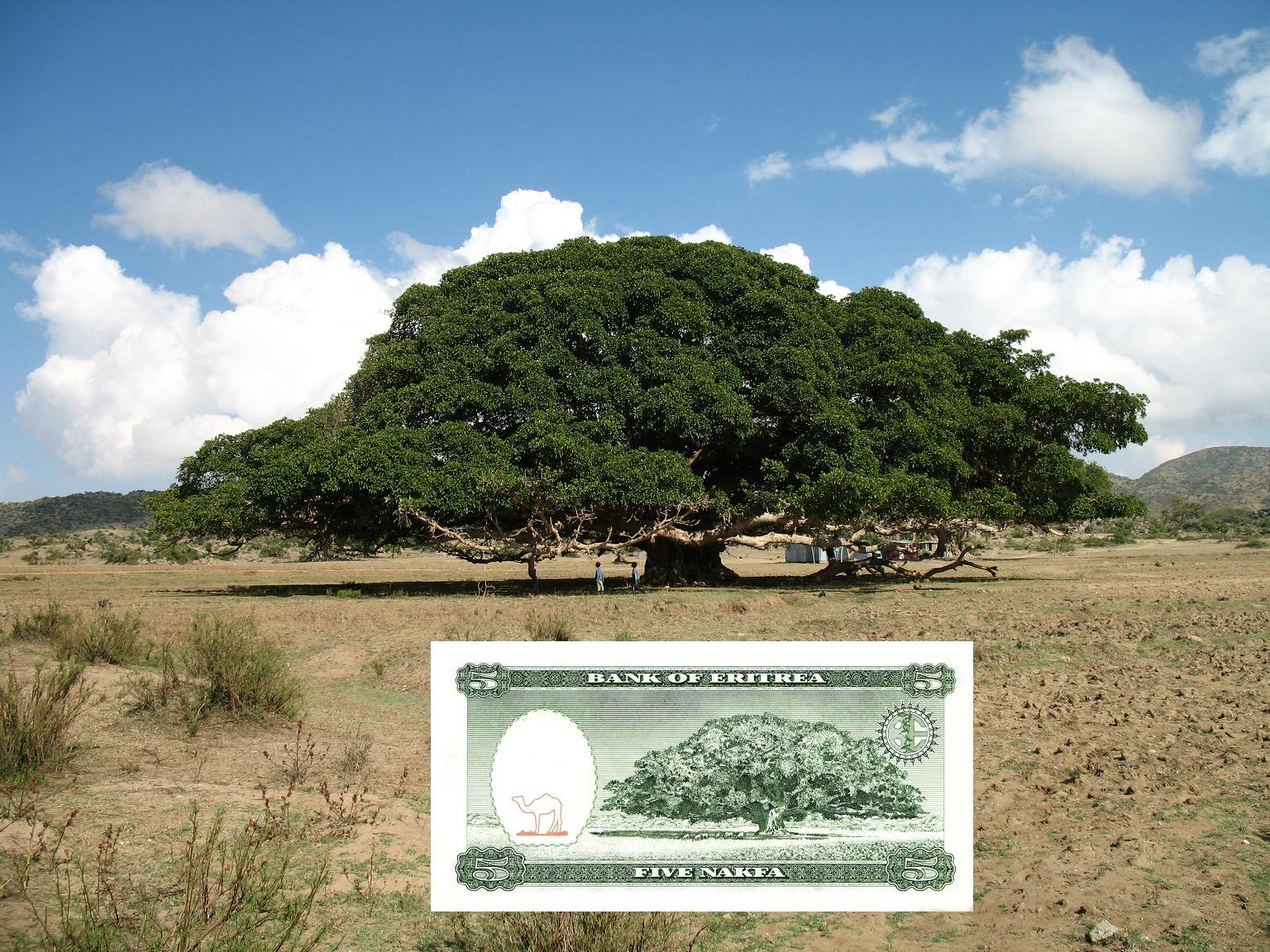
Sycomore géant ayant servi de modèle pour le billet de 5 nakfas érythréens.

Cultivé en Égypte depuis le troisième millénaire avant Jésus-Christ, le figuier sycomore est originaire d’Afrique subsaharienne où on le trouve du Sénégal au Nord‑Est de l'Afrique du Sud, à l'exclusion des régions de forêt tropicale humide. Il pousse spontanément dans la péninsule Arabique et dans certaines régions de Madagascar. Il a été naturalisé en Palestine et en Égypte. Dans Keraban le têtu, Jules Verne le décrit comme poussant au sud de la Mer Noire. Dans son habitat d’origine, l’arbre pousse généralement sur des sols riches, le long des rivières et dans les forêts mixtes.

## Description

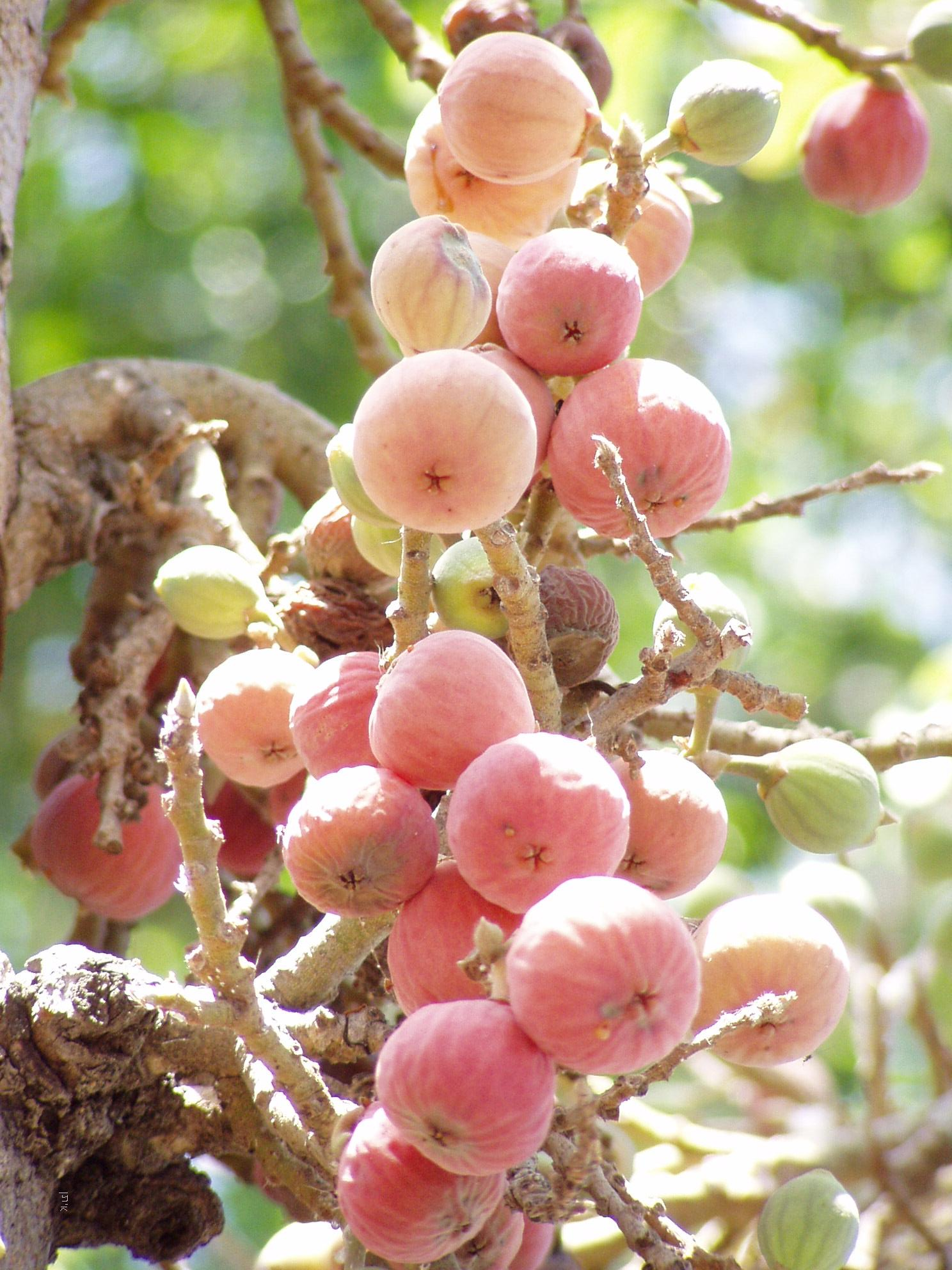
Grappe d'infrutescences de figuier sycomore.

Ficus sycomorus peut mesurer jusqu'à 20 m de haut et 6 m de large avec une couronne assez dense.
L'écorce est jaune-vert et s'exfolie en bandes laissant apparaître une écorce intérieure jaunâtre. Comme tous les figuiers, le sycomore contient du latex.
Les feuilles cordiformes vert foncé mesurent 14 cm de long sur 10 cm de large et sont disposées en spirale autour du rameau. Sur la face inférieure vert clair, on voit apparaitre des nervures proéminentes et les deux faces sont rêches.
Le pétiole pubescent mesure de 0,5 à 3 cm de long.
Le fruit est une figue comestible de 2 à 3 cm de diamètre, passant du vert au jaune rosé. Elles poussent en grappe tout au long de l'année avec un pic entre juillet et décembre.

## Utilisation
Ficus sycomorus a un port étalé donnant une ombre appréciée dans les pays chauds.
Son bois peut servir de combustible et le frottement de deux branches permet d'allumer un feu.
Le fruit est comestible mais souvent rempli d'insectes. Les fruits comme les feuilles peuvent servir d'alimentation pour le bétail en améliorant la production de lait.

## Histoire
Certains cercueils de momies en Égypte étaient faits de son bois. Le Livre d'Amos (7:14) se réfère à son fruit. A Jéricho, Zachée monte sur un figuier sycomore pour voir passer Jésus (Évangile selon Luc - 19:4).

## Culture
Le figuier sycomore se propage bien par bouture classique ou même par large tronçon.